# Michaela Junker
Michaela Junker (* 1964 in Ost-Berlin) ist eine ehemalige deutsche Badmintonspielerin.

## Karriere
An der Seite ihrer älteren Mannschaftskameraden Jörg-Peter Palm, Michael Schmidt, Wolfgang Hillbricht, Frank Kattner und Petra Tobien konnte sich Junker bei Kühlautomat Berlin in den Schüler- und Jugendjahren profilieren. Sechzehn Medaillengewinne in den Nachwuchsaltersklassen waren die Folge. 1981 gewann sie mit Bronze im Damendoppel mit Petra Tobien ihre erste Medaille bei den DDR-Meisterschaften der Erwachsenen. Ein Jahr später wiederholten sie diesen Erfolg, 1983 gewann sie erneut Bronze, diesmal jedoch mit Dagmar Friedrich aus Dresden. 1984, wieder im Doppel mit Tobien, steigerte sie sich auf den Silberplatz. Ein Jahr darauf erntete sie wieder Bronze, diesmal gemeinsam mit Manuela Engler. Bei denselben Titelkämpfen gewann sie auch die Bronzemedaille im Dameneinzel. Vier weitere dritte und zwei zweite Plätze folgten bis 1990.
Michaela Junker wohnt heute in Kiel.

## Sportliche Erfolge
| Veranstaltung                       | Saison    | Platz | Disziplin   | Name |
| ----------------------------------- | --------- | ----- | ----------- | --- |
| DDR-Mannschaftsmeisterschaft Jugend | 1975/1976 | 2     | Mannschaft  | Kühlautomat Berlin (Jörg-Peter Palm, Michael Schmidt, Wolfgang Hillbricht, Frank Kattner, Gerd Reinhold, Petra Tobien, Michaela Junker)         |
| DDR-Mannschaftsmeisterschaft Jugend | 1976/1977 | 2     | Mannschaft  | Kühlautomat Berlin (Jörg-Peter Palm, Wolfgang Hillbricht, Andreas Pape, Andreas Rotkait, Petra Tobien, Michaela Junker, Anne-Kathrin Baumgarth) |
| DDR-Einzelmeisterschaft AK 12/13    | 1977/1978 | 2     | Mixed       | Thomas Mundt / Michaela Junker (Einheit Greifswald / Kühlautomat Berlin)                                                                        |
| DDR-Einzelmeisterschaft AK 12/13    | 1977/1978 | 2     | Damendoppel | Michaela Junker / Elke Gellert (Kühlautomat Berlin / Aktivist Salzwedel)                                                                        |
| DDR-Einzelmeisterschaft AK 12/13    | 1977/1978 | 2     | Dameneinzel | Michaela Junker (Kühlautomat Berlin) |
| DDR-Mannschaftsmeisterschaft Jugend | 1977/1978 | 2     | Mannschaft  | Kühlautomat Berlin (Andreas Pape, Andreas Rotkait, Rainer Kunau, Uwe Görsch, Gerald Ziermer, Petra Tobien, Michaela Junker)                     |
| DDR-Einzelmeisterschaft AK 14/15    | 1977/1978 | 3     | Damendoppel | Michaela Junker / Elke Gellert (Kühlautomat Berlin / Aktivist Salzwedel)                                                                        |
| DDR-Einzelmeisterschaft AK 14/15    | 1978/1979 | 3     | Damendoppel | Michaela Junker / Birgit Jäger (Kühlautomat Berlin / Wismut Karl-Marx-Stadt)                                                                    |
| DDR-Einzelmeisterschaft AK 16/17    | 1979/1980 | 2     | Damendoppel | Petra Tobien / Michaela Junker (Kühlautomat Berlin)                                                                                             |
| DDR-Einzelmeisterschaft AK 14/15    | 1979/1980 | 2     | Damendoppel | Michaela Junker / Birgit Mengs (Kühlautomat Berlin / Medizin Luckau)                                                                            |
| DDR-Einzelmeisterschaft AK 14/15    | 1979/1980 | 1     | Mixed       | Thomas Mundt / Michaela Junker (Einheit Greifswald / Kühlautomat Berlin)                                                                        |
| DDR-Einzelmeisterschaft AK 16/17    | 1980/1981 | 3     | Dameneinzel | Michaela Junker (Kühlautomat Berlin) |
| DDR-Einzelmeisterschaft AK 16/17    | 1980/1981 | 3     | Damendoppel | Michaela Junker / Grit Joseph (Kühlautomat Berlin / Einheit Greifswald)                                                                         |
| DDR-Meisterschaft                   | 1980/1981 | 3     | Damendoppel | Petra Tobien / Michaela Junker (Kühlautomat Berlin)                                                                                             |
| DDR-Meisterschaft                   | 1981/1982 | 3     | Damendoppel | Petra Tobien / Michaela Junker (Kühlautomat Berlin)                                                                                             |
| DDR-Einzelmeisterschaft AK 16/17    | 1981/1982 | 1     | Mixed       | Dirk Hickl / Michaela Junker (Empor Brandenburger Tor Berlin / Kühlautomat Berlin)                                                              |
| DDR-Mannschaftsmeisterschaft Jugend | 1981/1982 | 1     | Mannschaft  | Einheit Greifswald (Thomas Mundt, Joseph, Jörg Hollatz, Michaela Junker)                                                                        |
| DDR-Einzelmeisterschaft AK 16/17    | 1981/1982 | 2     | Dameneinzel | Michaela Junker (Kühlautomat Berlin) |
| DDR-Einzelmeisterschaft AK 16/17    | 1981/1982 | 1     | Damendoppel | Michaela Junker / Susanne Herrmann (Kühlautomat Berlin / Lok Magdeburg)                                                                         |
| DDR-Meisterschaft                   | 1982/1983 | 3     | Damendoppel | Dagmar Friedrich / Michaela Junker (HSG Lok HfV Dresden / EBT Berlin)                                                                           |
| DDR-Studentenmeisterschaft          | 1982/1983 | 3     | Mixed       | Uwe Kämmer / Michaela Junker (Ernst-Moritz-Arndt-Universität Greifswald – Einheit Greifswald)                                                   |
| DDR-Studentenmeisterschaft          | 1982/1983 | 1     | Damendoppel | Ilona Ryk / Michaela Junker (Ernst-Moritz-Arndt-Universität Greifswald – Einheit Greifswald)                                                    |
| DDR-Meisterschaft                   | 1983/1984 | 2     | Damendoppel | Michaela Junker / Petra Tobien (Einheit Greifswald / Kühlautomat Berlin)                                                                        |
| DDR-Meisterschaft                   | 1984/1985 | 3     | Damendoppel | Manuela Engler / Michaela Junker (EBT Berlin / Einheit Greifswald)                                                                              |
| DDR-Meisterschaft                   | 1984/1985 | 3     | Dameneinzel | Michaela Junker (Einheit Greifswald) |
| DDR-Studentenmeisterschaft          | 1984/1985 | 1     | Dameneinzel | Michaela Junker (Ernst-Moritz-Arndt-Universität Greifswald – Einheit Greifswald)                                                                |
| DDR-Studentenmeisterschaft          | 1984/1985 | 1     | Damendoppel | Michaela Junker / Grit Joseph (Ernst-Moritz-Arndt-Universität Greifswald – Einheit Greifswald)                                                  |
| DDR-Meisterschaft                   | 1985/1986 | 3     | Damendoppel | Petra Tobien / Michaela Junker (Kühlautomat Berlin / Fortschritt Tröbitz)                                                                       |
| DDR-Meisterschaft                   | 1985/1986 | 3     | Dameneinzel | Michaela Junker (Fortschritt Tröbitz) |
| DDR-Meisterschaft                   | 1986/1987 | 2     | Damendoppel | Michaela Junker / Petra Schubert (Fortschritt Tröbitz)                                                                                          |
| DDR-Meisterschaft                   | 1987/1988 | 2     | Damendoppel | Petra Schubert / Michaela Junker (Einheit Greifswald / KWO Berlin)                                                                              |
| DDR-Meisterschaft                   | 1988/1989 | 3     | Damendoppel | Petra Schubert / Michaela Junker (Einheit Greifswald / KWO Berlin)                                                                              |
| DDR-Meisterschaft                   | 1989/1990 | 3     | Damendoppel | Petra Schubert / Michaela Junker (Einheit Greifswald / KWO Berlin)                                                                              |